# Marina Lima
Marina Correia Lima (17 de septiembre de 1955) es una cantante brasileña, compositora y pionera prominente de la música popular brasileña.

## Biografía y Carrera
Desde la edad de cinco a doce años vivió en Washington D.C pues el padre, Ewaldo Correia Lima, era economista del Banco Interamericano de Desarrollo.
Ella empezó a componer canciones desde los 17 años, publicó su primer álbum que alcanzó el éxito en 1984 llamado Fullgás, el cual está incluido la canción "Fullgás", "Me Chama" (escrito por Lobão), "Veneno" y "Mesmo que Seja Eu".
En 1986 lanzó el primer concierto de video casero de un artista brasileño, "Todas Ao Vivo", en el cuál la crónica gira en apoyo de su álbum de 1985 "Todas" e incluyó muchos de sus éxitos anteriores así como también dio entrevistas respecto a ello.
Marina finalmente volvió a la fama con el lanzamiento del Acústico MTV de 2003. (el equivalente brasileño del MTV Unplugged series), en el cual dio a lugar entre sus mejores 10 éxitos como solista (la nueva canción "Azúcar" y una nueva versión remasterizada de su éxito de 1984 "Fullgas") y se convirtió en su álbum más vendido sobre una década. En la versión formato DVD (el primero de su carrera) era también uno de los mejores más vendidos del año. Su álbum más reciente es No Osso - Ao Vivo, de 2015.

## Discografía
Álbumes de estudio
- Simples Como Fogo (1979)
- Olhos Felizes (1981)
- Certos Acordes (1981)
- Desta Vida, Desta Arte (1982)
- Fullgás (1984)
- Todas (1985)
- Virgem (1987)
- Próxima Parada (1989)
- Marina Lima (1991)
- O Chamado (1993)
- Abrigo (1995)
- Registros à Meia-Voz (1996)
- Pierrot do Brasil (1998)
- Setembro (2001)
- Acústico MTV (2003)
- Lá Nos Primórdios (2006)
- Climax (2011)